# Spanyolország űrkutatása
Spanyol űrprogram. Az ESA megalakulásának egyik célja, hogy a Nyugat-Európai nemzeteket bevonja a világűr kutatásába. Tudósai, mérnökei által önálló fejlesztéseket végeznek, illetve az ESA különböző szervezeteinek programjaiban vesznek részt.

## Történelme
Alapítói szerepet játszott az Európai Űrkutatási Szervezet (European Space Research Organization, ESRO), az ELDO, majd játszik az Európai Űrügynökségben (ESA). Nemzeti űrkutatási programjának elősegítésére több nemzeti- (NASA – hordozórakéta biztosítása, követő hálózat alkalmazása, megrendelés műholdkészítésre) együttműködést kötött.
A spanyol Védelmi Minisztérium felelős a polgári- és katonai légi (űrkutatási) kutatásért, fejlesztésért.
Az űrprogramokat Instituto Nacional de Técnica Aeroespacial (INTA – Nemzeti Légügyi és Űrhajózási Űrügynökség koordinálja. Az INTA 1942-ben alakult, székhelye Madrid közelében található. Alkalmazottainak száma 1200, költségvetése mintegy 100 millió euró. Felelős a légi közlekedés- az űrtechnológiák (fejlesztés, anyagok, rendszerek) teszteléséért, minősítéséért.

## Programok

### Műhold
- Intasat az első spanyol műhold, ionoszféra kutató műhold.
- Minisat–1 az első hazai, az első repülőgép hordozó segítségével indított csillagászati műhold.
- NanoSat–1 az első spanyol miniatürizált ionoszféra kutató műhold.

## Emberes űrrepülés
Pedro Francisco Duque két alkalommal teljesített szolgálatot a világűrben: az STS–95 küldetés specialistája, illetve a Szojuz TMA–3 fedélzetén indulva a Nemzetközi Űrállomáson kutatás felelős.